# Большой Бор (Хакасия)
Большой Бор (хак. Улуғ Пор) — деревня в Таштыпском районе Республики Хакасия.
Расположена в 29 км к юго-западу от райцентра — с. Таштып, на р. Бор. Расстояние до ближайшей ж.-д. ст. — 84 км. Население — 19 чел. (на 01.01.2004).
Основана в XIX веке.

## Население
| 2002 | 2010 |
| ---- | ---- |
| 27   | ↘23  |